# لژیون ۲۱ راپاکس

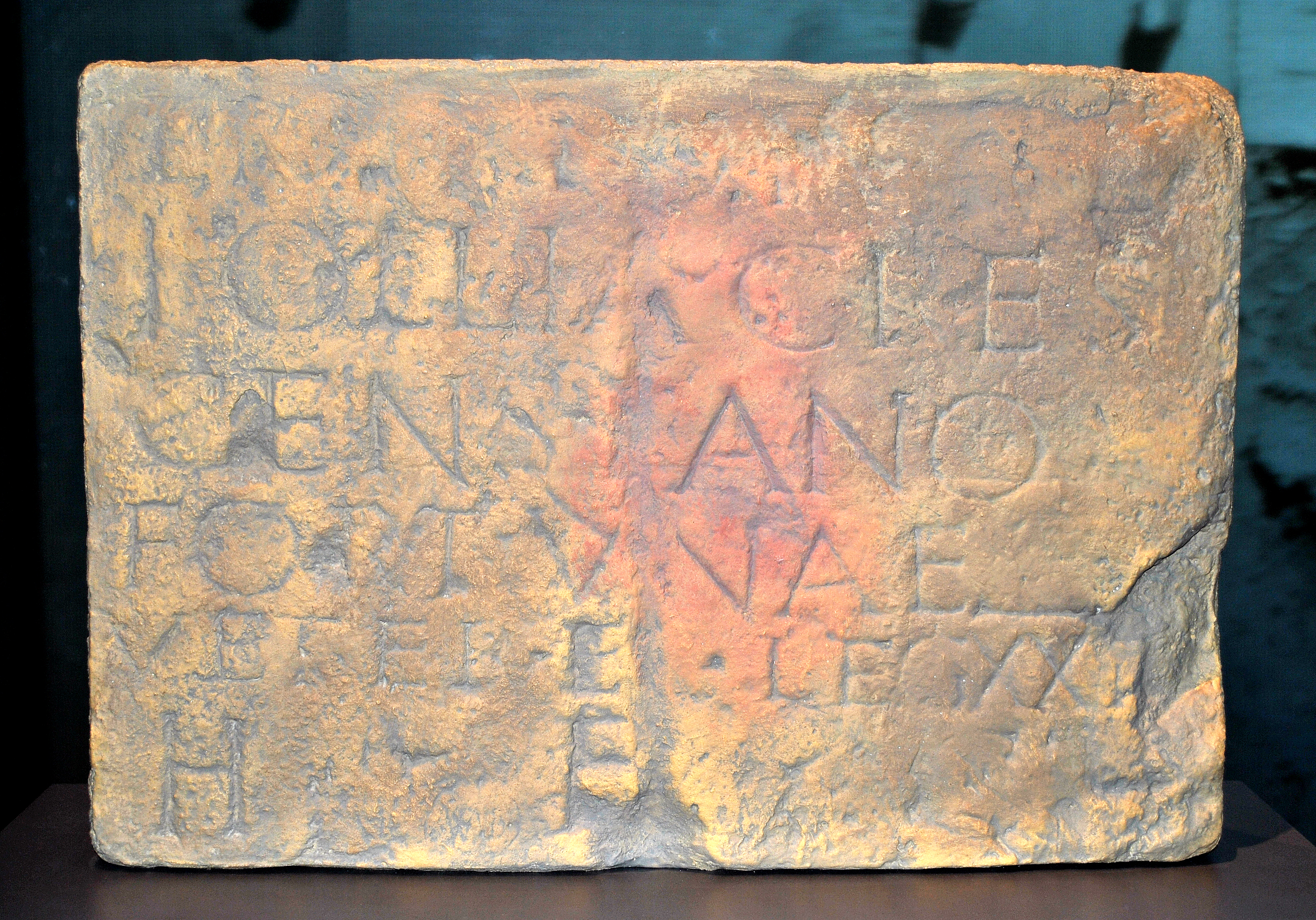
نمایی از کتیبهٔ استیل کشف‌شده مرتبط با لژیون ۲۱ راپاکس - آلمان، ۲۰۱۰

لژیون ۲۱ راپاکس (ملقب به درّنده) یکی از تیپ‌های ارتش روم بود که در ۳۱ پیش از میلاد مسیح توسط آگوستوس، امپراتور روم برپا شد. این تیپ احتمالاً از افراد ۳۱ لژیون پیشین تشکیل شده بود. لژیون ۲۱ راپاکس در سال ۹۲ میلادی بدست قوم ایرانی تبار سرمتی که ساکن منطقه پانونیا بودند نابود شد. نماد این لژیون یک بز شاخدار بود.